# Bergenkruis

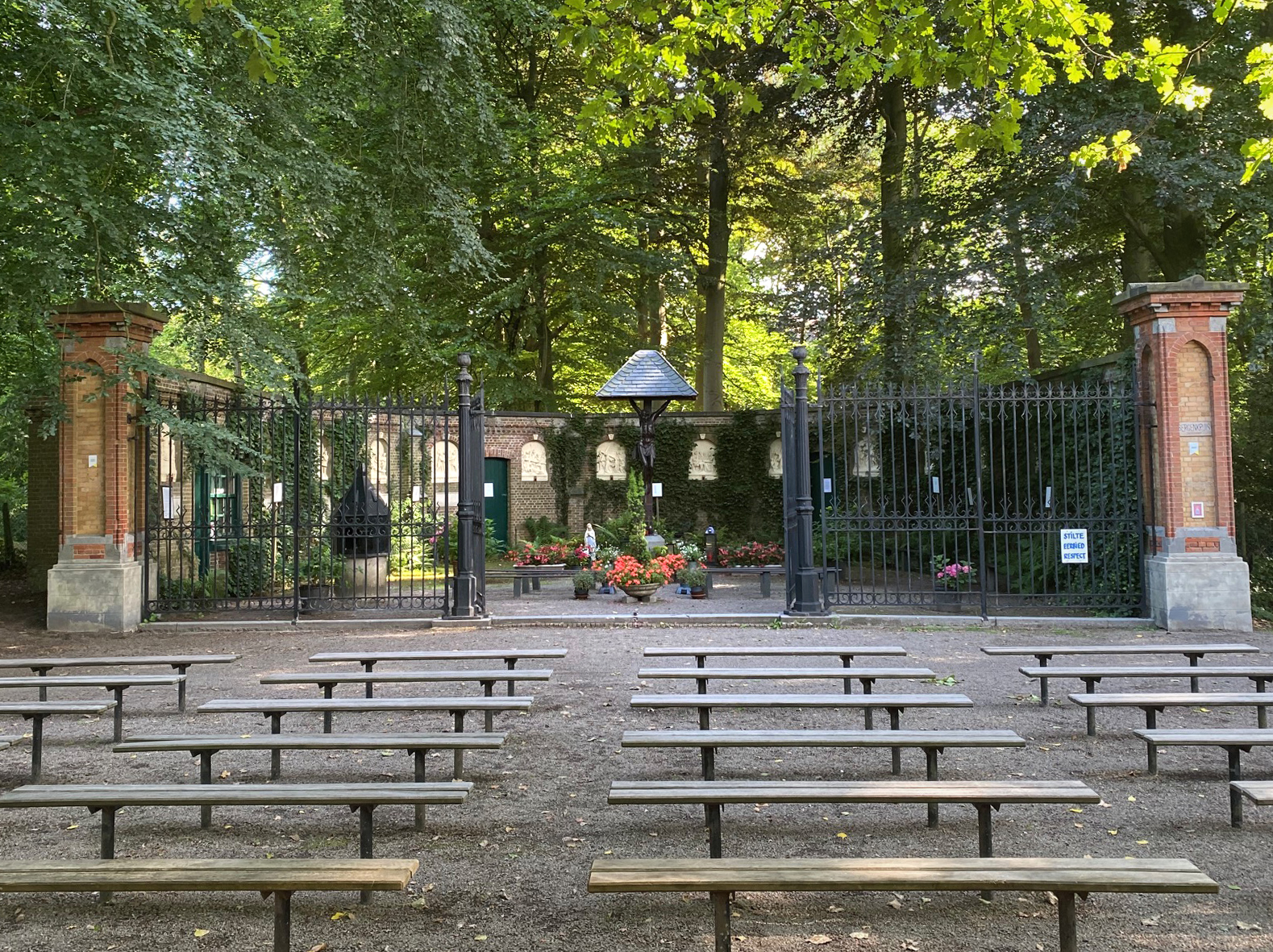
Bergenkruis anno 2023

Bergenkruis is de bedevaartsplaats gelegen op het domein van kasteel Succa in de bossen aan de Kwadenplasstraat in Destelbergen.
De bidplaats en haar bosrijke omgeving zijn een beschermd dorpsgezicht sinds 23 januari 1981, de bidplaats zelf is eveneens een beschermd monument en sedert 2016 bouwkundig erfgoed.

## Voorgeschiedenis “het kruys van Berghine”
De benaming ‘Bergenkruis’ zou afkomstig zijn van "het Kruys van Berghine".  
De naam Berghine (Bergen) werd rond de 9de eeuw gebruikt voor het gebied van de tegenwoordig zo goed als volledig genivelleerde zandheuvels die toen tussen Gent en het huidige dorp van Destelbergen lagen langs de oude ‘heerwegh tusschen Gendt en Dermonde’. Die terpen en hoogten waren restanten van stuifzandruggen uit het laatste ijstijdperk, meer dan 10000 jaar geleden. In dat landschap lag in de 10de eeuw een woonkern met enkele huizen en ook reeds een kerk. Die dorpskern werd Thesle, soms Thaslam of Thisla, genoemd. De naam zou afkomstig zijn van het Keltische of gegermaniseerde woord thehslo, later verbasterd tot teksla, wat zoveel betekende als ‘uitsteking, hoogte, heuvel of berg’. De oudste vermelding gaat terug naar een document waarbij de Frankische graaf Wichman IV van Hamaland  (920-974) die ook burggraaf van Gent was, op 18 oktober 962 zijn goederen als restitutie overmaakte aan de Sint-Pietersabdij. 
De eerste zendelingen uit de vroege middeleeuwen plaatsten op ’t Pauwken aan de bocht van de Schelde in de buurt van het dorp Thesla een kruis. Volgens de gewoontes toen was dat op een voormalige bidplaats voor de oude Keltische of Germaanse goden. 
Bij de overbrenging van de relieken van Sint-Livinus in 1007 vanuit Sint-Lievens-Houtem zou de processie langs Destelbergen gepasseerd zijn. Er zijn een paar oude geschriften die daar allusie op maken. Volgens sommige heemkundigen zou het Bergenkruis daaraan haar bekend te danken hebben. Tot het midden van de 20ste werd zelfs gezegd dat de bedevaart van Bergenkruis daarom de oudste van Vlaanderen zou zijn, maar dat is nadien ontkracht. De plaats waar het kruis van Destelbergen zich toen zou bevonden hebben, zou ‘op honderd stappen van den heerweg naar Dendermonde’ geweest zijn. 
Na de mogelijke passage in 1007 bleef het Bergenkruis de volgende eeuwen onbesproken tot in 1561. Pas vanaf dan zijn er schriftelijke verwijzingen dat er effectief een kruis stond aan ‘t Pauwken in Destelbergen. Het werd in verschillende teksten gebruikt als ijkpunt bij plaatsbeschrijvingen en perceelaanduidingen. Er zijn aanwijzingen dat het oorspronkelijke kruis eerst aan ’t Pauwken had gestaan en dat het dan in de 18de eeuw werd verplaatst naar het noorden van Destelbergen, op de plaats waar het vandaag nog staat nabij Kasteel Succa. De heer van het Land van Rode, die toen eigenaar was van het kasteel, zou gevonden hebben dat het kruis beter tot zijn recht zou komen op zijn landgoed – dat hij net grondig had laten verbouwen – en verklaarde "het als een grote eer te beschouwen aan het kruis van den Zaligmaker, sedert eeuwen geroemd in Vlaanderen, een plaats te mogen gunnen in de dreven van zijn adellijk slot".
Vermoedelijk was het eerst een eenvoudig maar groot, houten kruis dat bij de verplaatsing of op een later ogenblik vervangen of gerestaureerd is. Meer dan waarschijnlijk is er na verloop van tijd een Christusfiguur aan het kruis toegevoegd. Mogelijk is dat gebeurd na de oververplaatsing.

## Bedevaart van Bergenkruis

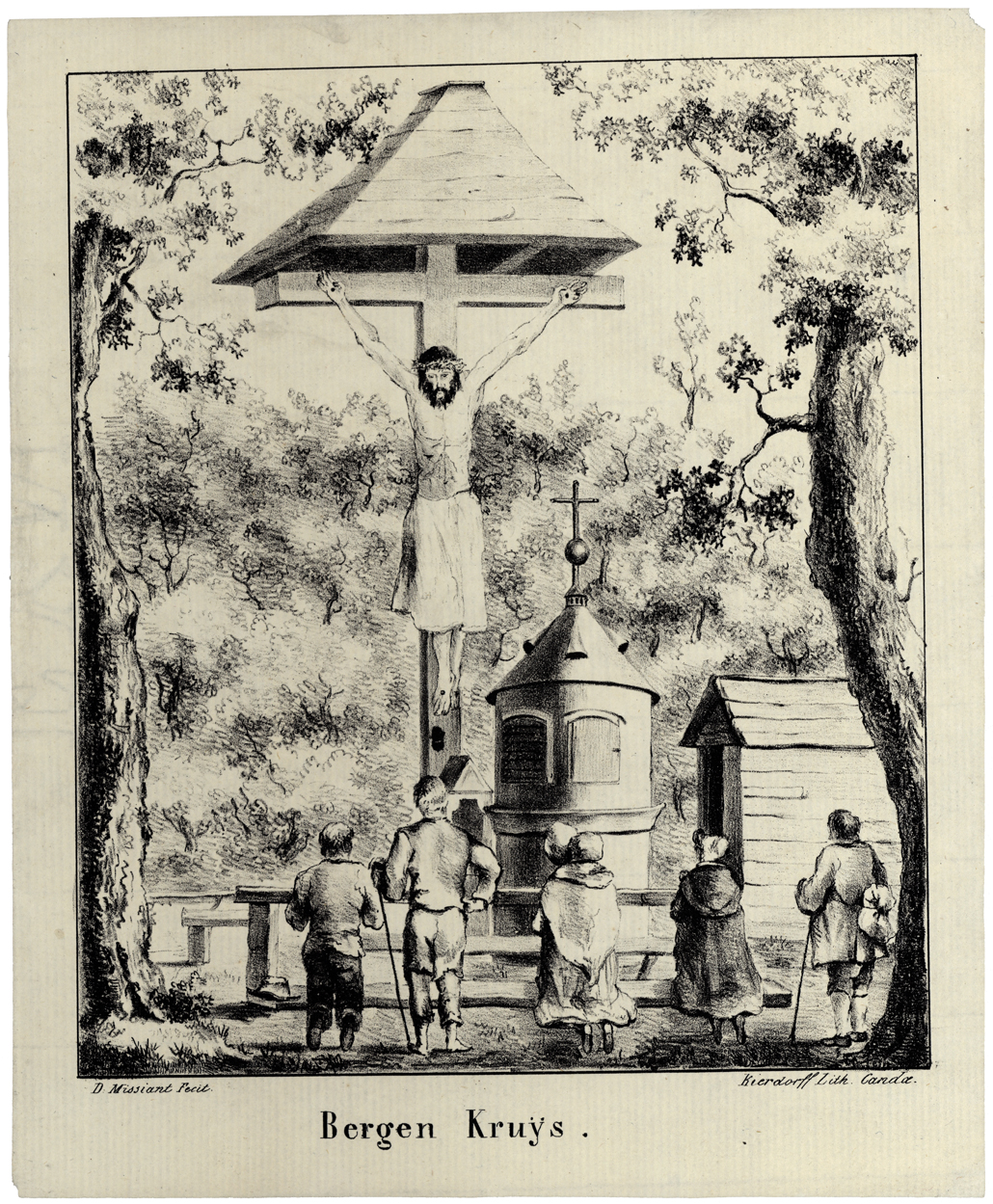
"Bergen Kruys” van D. Missiant (1822-1830) - Archief universiteit Gent

Een oudheidkundige inventaris van Oost-Vlaanderen uit 1911 vermeldt Bergenkruis als een der oudste bekende bedevaartplaatsen van het bisdom Gent. In de ‘visitatieverslagen’ van bisschop Antonius Triest (1577-1657) die werden opgesteld tussen 1623 en 1654 en verzameld in zijn "Itinerarium", was er echter geen enkele vermelding van een bidplaats of bedevaart in de buurt van Destelbergen. Het is wel zeker dat er toen een kruis stond. 
Er is in bepaalde rekeningen uit 1727 sprake van een ‘Bergenkruis-ommegang’, waarbij vergoedingen voor muzikanten en kruisdragers werden vermeld. Volgens een theorie zou dit mogelijks een processie geweest zijn die georganiseerd was ter gelegenheid van de overbrenging van het kruis van ’t Pauwken naar de ‘nieuwe’ locatie. 
Er is voldoende onweerlegbaar bewijs dat het ‘te bedevaart gaan’ naar Bergenkruis zeer zeker vanaf het begin van de 19de eeuw, meer dan waarschijnlijk zelfs al vroeger, enorm populair was in de ruime regio. Vooral op Hemelvaart was het een regionale traditie geworden, zowel voor Gentse stedelingen als buitenlieden. Dit zou zijn oorsprong vinden bij de zeer godvruchtige Philippe Gobert (1757-1833), stadssecretaris van Gent en toenmalig eigenaar van het kasteel Succa op wiens domein het kruis zich bevond, die de bidplaats rond 1786 openstelde voor het publiek en dat nieuws in Gent verspreidde mét toevoeging van de miraculeuze verhalen die aan het kruis verbonden waren. 
De eerste gedocumenteerde georganiseerde bedevaart naar Bergenkruis uit de zogenaamde moderne tijden dateert van woensdag 3 mei 1871. Het waren pastoor Charles Beatse (1815-1913) en zijn ‘Confrérie van de Wekelijkse Kruisweg’ van de kleine parochie Sint-Amandus, en onderpastoor Emiel Scheerlinck (1840-1899) van de parochie Oostakker-Dorp die het initiatief hadden genomen ter gelegenheid van het feest van de ‘Heilig Kruisvinding’, een feestdag die toen werd gevierd ter herdenking van de ontdekking door Sint-Helena van het kruis van Christus op de berg Golgotha.

In de nacht van 26 op 27 juni 1898 werd het Christusbeeld van Bergenkruis door vandalen in brand gestoken. Dit zorgde een schokgolf door de rangen van de gelovigen in Gent, Destelbergen en omliggende gemeenten. Er werd massaal gemobiliseerd voor een groots eerherstel mits een boeteprocessie. Er volgde een geldinzameling om het bedevaartsoord op te waarderen. De grote boete-plechtigheid vond plaats op zondag 7 augustus 1898. Volgens bepaalde bronnen waren er meer dan 25000 deelnemers met officiële delegaties uit 24 naburige parochies. Kort nadien schonk de West-Vlaamse ondernemer, politicus en mecenas Vital Moreels (1828-1908) uit Tiegem een houten kruisweg die op 27 november 1898 werd ingezegend door bisschop Antoon Stillemans (1832-1916).

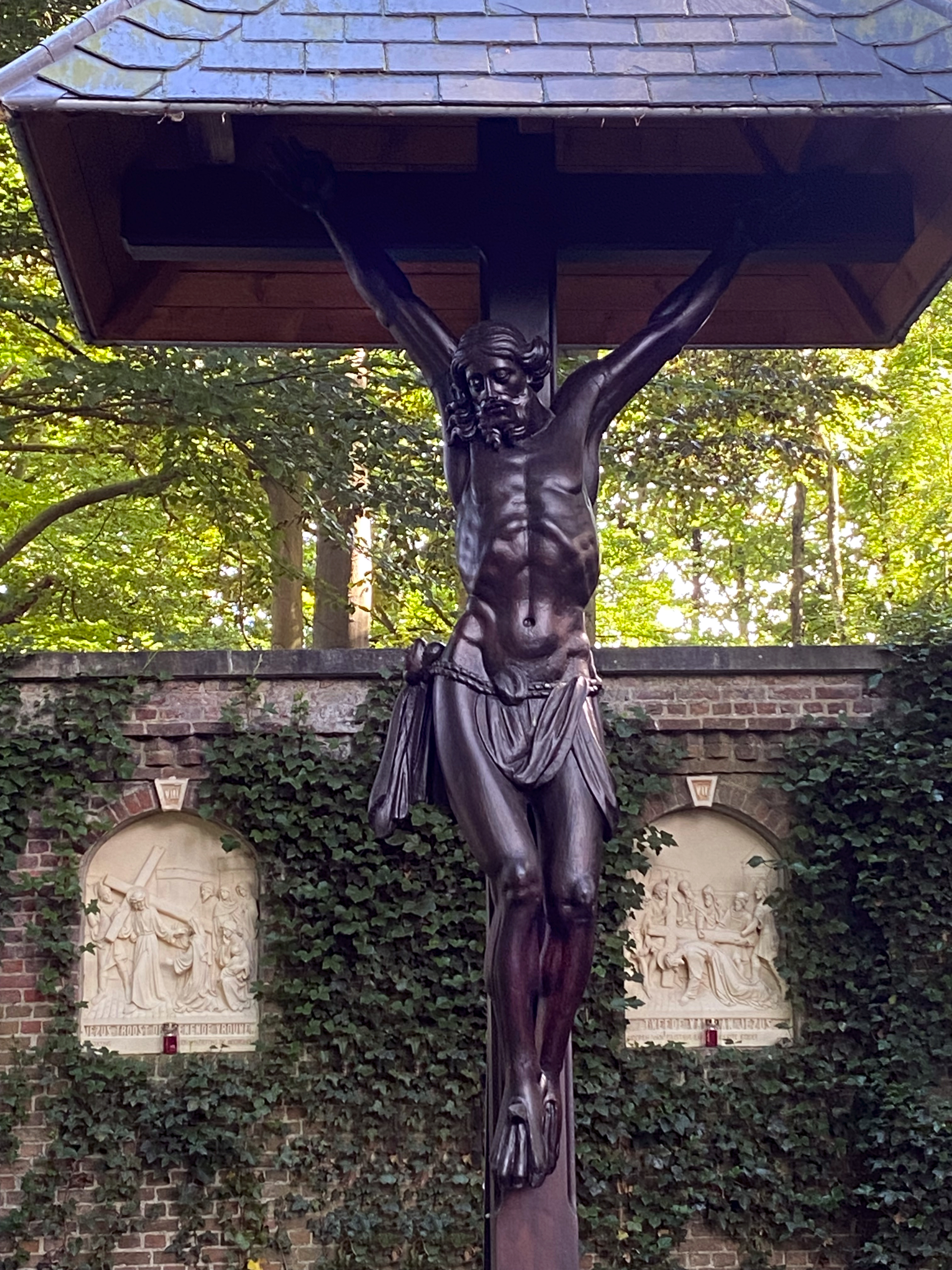
Christusfiguur van Bergenkruis (2023)

Op initiatief van pastoor Benjamin Verburght (1854-1915) en toenmalig eigenaar van het kasteel Succa graaf Maximilien de Volder (1867-1923) werd in 1903 een halfronde stenen muur rond het bedevaartsoord geplaatst. De houten staties, die voordien op palen rond het kruis stonden, werden in rondboognissen in de muren geplaatst. Aan de binnenzijde van de ommuring werden bidbanken geplaatst en de voorzijde werd afgesloten met ijzeren hekkens aan twee decoratief uitgewerkte vierkante bakstenen hekpijlers. Tussen de twee laatste staties in de muur kwam een lokaaltje. De centraal opgestelde calvarie kreeg een sokkel met de inscriptie ‘anno 1903’ en ook de overkapping van het kruis werd vernieuwd.  Nadien kreeg de jaarlijkse bedevaart een min of meer vaste structuur en trok vele decennia ieder jaar gemiddeld tienduizend bedevaarders op Hemelvaart. De hoogdag werd voorafgegaan door een nachtwake terwijl op de dag zelf aan het kruis het lof werd gelezen. In de omgeving kwam er randanimatie met diverse gelegenheidskraampjes waar de bedevaartgangers hun rondgang konden maken en genieten van oliekoeken, aardbeien, pommes d'amour (appels gedompeld in een krokant laagje felrode karamel) en wijting (gedroogde en gezouten witvis), wat tot heden de absolute topper blijft.
Bij het overlijden van de kinderloze graaf Maximilien de Volder droegen de nieuwe eigenaars van kasteel Succa - textielbaron Robert Octave Brasseur (1872-1967) en zijn echtgenote Louise Palmyre Dierman (1882-1970), fabriekseigenaar Jean Delori (1874-1952), echtgenoot van Henriette Brasseur (1882-1955), en mevrouw Elodie Marie Louise Vanhaute, weduwe van senator Jean-Jacques Ferdinand Dierman (1850-1910), de bidplaats over aan de pas opgerichte vzw ‘Les Amis de la Croix’. De schenkingsakte werd verleden op 28 maart 1925.
In juli 1937 werden de houten kapelletjes uit 1898 vervangen door een nieuwe zandstenen kruisweg, gesigneerd Jules César De Visscher, gefinancierd door verschillende weldoeners. De namen van de schenkers werden onderaan de veertien kruiswegtaferelen vermeld.
Door de secularisering van de maatschappij in de naoorlogse jaren begon de interesse uit de Gentse arbeiderswijken nadien duchtig af te kalven en verwonderingswaardig was ook dat de lokale geestelijkheid klaarblijkelijk haar interesse verloren had. Hierdoor werd de bidplaats, buiten de periode van Hemelvaart, enigszins verwaarloosd. Pastoor Felicien Vandenbossche (1903-1988) zorgde vanaf 1956 voor een heropleving.
In 1989 werd de dikke witte verf- en pleisterlaag die het Christusbeeld bedekte verwijderd omdat ze diepe kloven en scheuren vertoonde. Het houtwerk werd opgepoetst en gepolijst. Sedertdien prijkt het beeld volledig in hout.
Ook in het nieuwe millennium kent de viering van Hemelvaart op Bergenkruis nog veel bijval. Tijdens de bedevaart van 24 mei 2001 werden er meer dan 1000 communies uitgereikt. Toen de oude vereniging 'De Vrienden van het Kruis' ophield te bestaan in 2002, werd het beheer van de bidplaats op vraag van het Bisdom Gent overgedragen aan de vzw. Katholieke Werken van de parochie O.L.-Vrouw ter Sneeuw. Sedertdien is er een werkgroep die instaat voor de zorg en onderhoud van de bedevaartplaats. Ieder jaar nodigen ze de mensen uit om naar Bergenkruis te komen.